# 1146
1146 (MCXLVI) je bilo navadno leto, ki se je po julijanskem koledarju začelo na torek.

## Dogodki

### Evropa
- Zaradi močnih padavin skozi vse leto je letina izjemno slaba in po večini Evrope pustoši lakota.

#### Druga križarska vojna
- 1. marec - Ker so bili prvi odzivi na bulo Quantum praedecessores nekoliko mlačni, jo papež Evgen III. ponovno izda in za pridiganje o novi križarski vojni pooblasti Bernarda iz Clairvauxa, enega izmed najvplivnejših teologov tega časa. ↓
- 31. marec - Vezelay, Burgundija: Bernard iz Clairvauxa pridiga pred zbranimi stanovskimi predstavniki o drugi križarski vojni.↓
- → Iz Francije se Bernard odpravi v Nemčijo. Kakor leta ←1096 sledijo pogromi Judov vzdolž Rena.
  - Med pogromi kölnski nadškof Arnold preganjanim Judom preda trdnjavo in jim dovoli, da se oborožijo.
  - Manj uspeha z zaščito Judov je imel mainški nadškof Henrik. Jude, ki jim je ponudil zatočišče, besna množica pred njegovimi očmi pobije.
- Bernard nemudoma intervenira v krajih, kjer se pokoli dogajajo, in glavnega podžigalca pokolov, nekega francoskega meniha Rudolfa, pošlje nazaj v samostan.
- Spodbujeni od napovedi nove križarske vojne, se okrepijo tudi napadi na muslimane na morju.
  - Genovčani prehitijo Pisance in oplenijo Baleare. Utrjene prestolnice na Majorki, kjer je sedež še zadnje almoravidske neodvisne taife, se raje izognejo.
  - Genovčani nato nadaljujejo z obleganjem Almerije, a ker ni hkratne podpore s kopnega, so neuspešni.↓
  - Genova in Barcelona skleneta politično in trgovsko zavezništvo.
  - Benečani se odločijo, da ne bodo sodelovali v tem križarskem pohodu. Papež Evgen III. izobči beneškega doža Pietra Polanija.
- december - Na ramo si prišijeta križ nemški kralj Konrad III. in njegov nečak švabski vojvoda Friderik Barbarossa.

#### Ostalo po Evropi
- 1. avgust - Ker ne zaupa svojima sinovoma, kijevski veliki knez Vsevolod II. v oporoki prestol zapusti svojemu bratu Igorju. Žal vazali ne zaupajo Igorju in ga odstavijo že po dveh tednih.↓
- → Novi kijevski veliki knez je Izjaslav II. Mstislavič.
- 8. avgust - Danski kralj Erik III. Lam abdicira verjetno zaradi bolezni, ki mu je oteževala vladanje. Abdikaciji sledi državljanska vojna med sinovi Svenom, Knutom in Valdemarjem.

### Azija
- 10. april - Umrlega korejskega kralja dinastije Gorjeo Indžonga nasledi sin Uidžong.
- 14. september - Mosulskega atabega Zengija umori njegov suženj. Mosul in Alep si razdelita Zengijeva sinova Saif ad-Din Ghazi I. (Mosul) in Nur ad-Din (Alep).
- oktober - Edeški grof Joscelin II. za kratek čas ponovno zavzame Edeso, vendar si jo Nur ad-Din hitro povrne.
- Seldžuški atabeg Ildeniz, ki vlada približno današnjemu Azerbajdžanu, osnuje od Bagdada neodvisno dinastijo Eldiguzidov.
- Bizantinski cesar Manuel I. Komnen se odpravi na kazensko ekspedicijo proti seldžuškemu Sultanatu Rum.

### Afrika
- Almohadi pod vodstvom kalifa Abd al-Mu'mina osvojijo celoten Maroko. Ostanek Almoravidov je zgolj s simbolično oblastjo omejen na prestolnico Marakeš. Na Majorki še naslednjega pol stoletja vztraja almoravidska veja Banu Ganija.
- Abd al-Mu'min spremeni ograjeni samostan (ribat) v današnjem Rabatu v trdnjavo za nastanitev čet v džihadu proti Španiji, kar štejemo za ustanovitev mesta.
- Sicilski admiral Jurij Antiohijski, ki je bil v službi kralja Rogerja II., osvoji Tripoli v Libiji, ki postane prestolnica novo osnovane normanske Kraljevine Afrike (Regno d'Africa) z Rogerjem II. kot kraljem.

## Rojstva
- Gerallt Gymro, valižanski kronist († 1223)
- Konrad Montferraški, markiz Montferrata, jeruzalemski kralj († 1192)
- Valram I., nemški plemič, grof Nassaua († 1198)

## Smrti
- 10. april - Indžong, 17. korejski kralj dinastije Gorjeo (* 1109)
- 1. avgust - Vsevolod II. Kijevski, kijevski veliki knez (* 1094)
- 27. avgust - Erik III., danski kralj (* 1120)
- 14. september - Zengi, mosulski atabeg, začetnik dinastije Zengidov (* 1087)

Neznan datum
- Adam od Svetega Viktorja, francoski skladatelj
- Vsevolod II., kijevski veliki knez (* 1104)